# Bleptina
Bleptina é um gênero de traça pertencente à família Arctiidae.